# Aspindza
Aspindza, (en géorgien : ასპინძა, phonétiquement : aspindza) est une ville de Géorgie (pays), capitale d'un district éponyme situé dans la région administrative de Samtskhé-Djavakhétie.

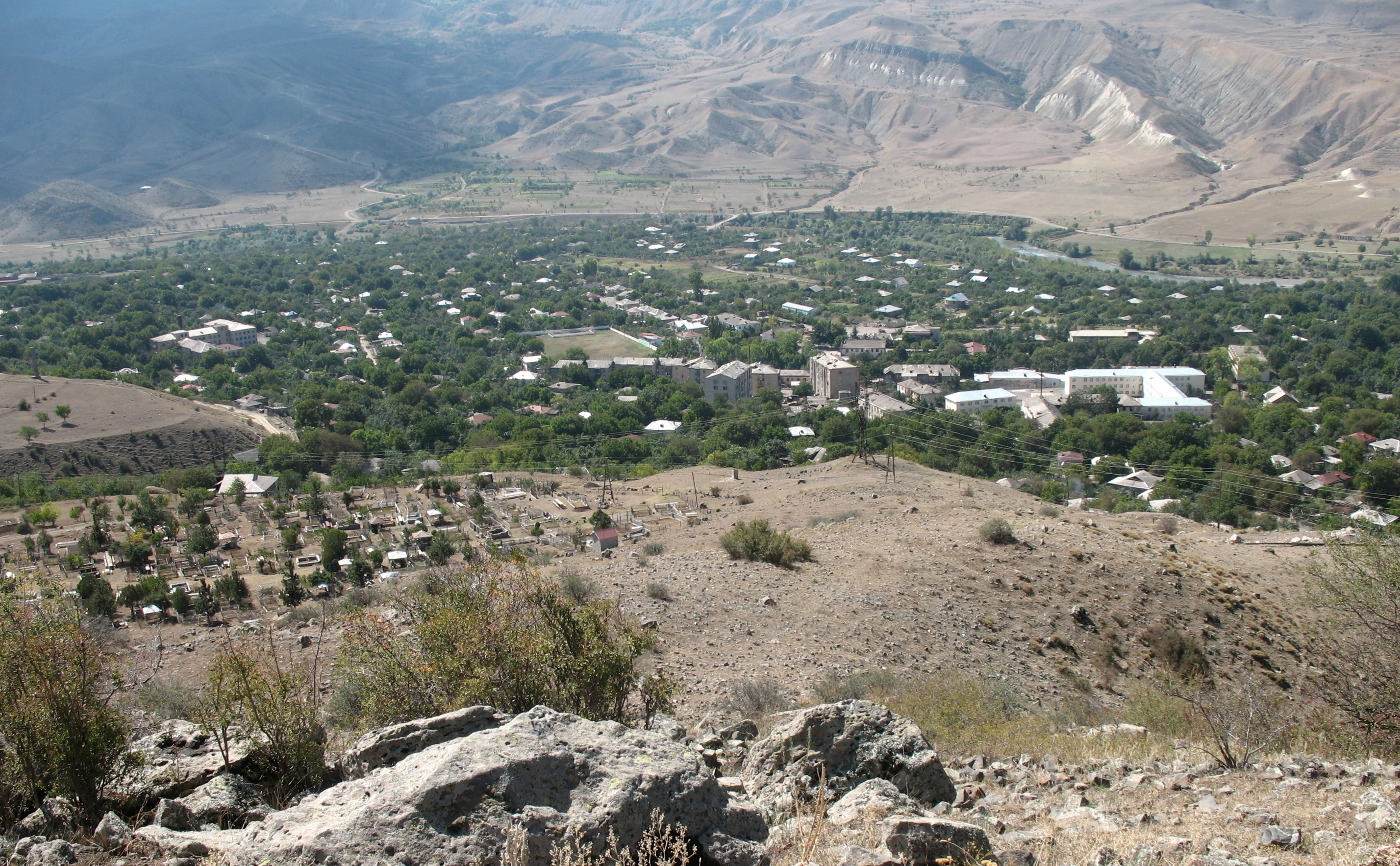
Vue de la ville d'Aspindza

## Histoire
Elle porte le nom d'une bataille que les armées géorgiennes remportèrent sur les armées ottomanes le 20 avril 1770, après que les armées russes se soient retirées à la suite d'un désaccord tactique.
Le statut urbain lui a été accordé en 1961.

## Démographie
La ville comptait 3 783 habitants au recensement de 1989, 3 243 habitants à celui de 2002 et 2 793 habitants à celui de 2014.

## Économie
La ville abrite plusieurs sources d'eaux thermales, chargées en minéraux (calcium, sodium, chlore, soufre, ...).